# Саманта Швеблин
Саманта Швеблин (шп. Samanta Schweblin; Буенос Ајрес, 1978) је аргентинска списатељица. Пише приче и филмске сценарије.

## Биографија
Саманта Швеблин рођена је 1978. године у Буенос Ајресу у Аргентини. Изузетно је хваљена од критичара и читаоца. Дипломирала је на кинематографској школи Универзитета Буенос Ајрес. Добитница је неколико награда. Пише приче и филмске сценарије. Године 2014. објавила је свој први роман Спасоносна раздаљина. Многе приче су јој увршћене у антологије у Аргентини, Шпанији, САД, Француској, Немачкој, Србији. Швеблин већ неколико година живи у Берлину и дели судбину многих латиноамеричких аутора који су напустили своје земље. Један је од ретких аутора који је за кратко време успео да креира сопствени препознатљиви стил и међународни углед заснован на квалитету.

### Боравак у Србији
Боравила је 2015. године у Србији и онда је објављена збирка прича на српском језику Птице у устима.

## Реч критике
Приче Саманте Швеблин су различите, али имају један ниво значења као перманентно одмицање од реално-фактографског доживљаја света. Препознатљиву стварност третира на другачији начин и мења је из приче у причу. Цитира реалност на почетку приче, а онда иде у апсурд или додаје фантастичне елементе. Ту се виде обрасци фантастике, али и хорор жанра.

## Награде
Самантина прва књига прича Исходиште нереда добила је награду Националног фонда за уметност 2011. године. Њена друга књига прича Птице у устима добила је 2008. године међународну награду кубанске издавачке куће Kasa de las Amerikas. Године 2012. је добила награду Хуан Рулфо.